# Eilema albidula
Eilema albidula là một loài bướm đêm thuộc phân họ Arctiinae, họ Erebidae.